# سید محمدتقی حسینی طباطبائی
سیدمحمدتقی حسینی طباطبائی(۱۳۰۷–۱۳۶۰) نماینده مردم زابل در اولین دوره مجلس شورای اسلامی بود. و برای رسیدن به کرسی نمایندگی ۲۹٬۵۴۷ رای برابر با۳۲٫۸۰ درصد آراء را بدست آورد.
او پیش از انتخاب به سمت نمایندگی رئیس کمیته انقلاب اسلامی منطقه سیستان، ریاست حزب جمهوری اسلامی و دادگاه انقلاب اسلامی در استان سیستان و بلوچستان را بر عهده داشت. و نماینده رهبر انقلاب در استان سیستان و بلوچستان بود.
حسینی طباطبائی در حادثه انفجار دفتر حزب جمهوری اسلامی در ۷ تیرماه ۱۳۶۰ کشته شد.